# Canthylidia epigrapha
Canthylidia epigrapha là một loài bướm đêm trong họ Noctuidae.